# Gigi Gorgeous

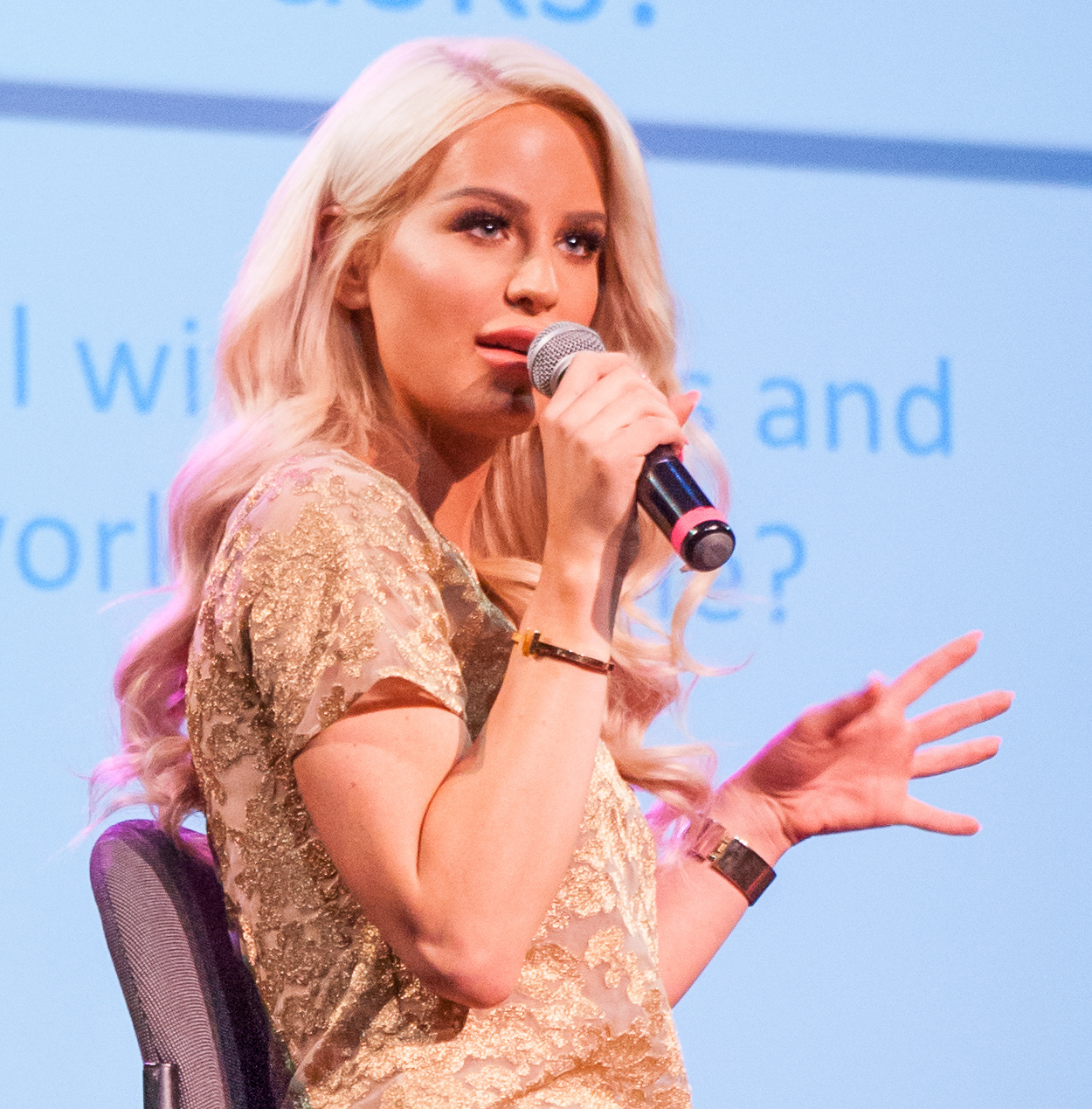
Gigi Gorgeous (2017)

Giselle Loren Lazzarato Getty (* 20. April 1992 in Montreal, Québec), besser bekannt als Gigi Gorgeous, ist eine kanadische Internetberühmtheit, hauptsächlich bekannt für ihre Aktivität auf YouTube sowie anderen sozialen Netzwerken und ihre Arbeit als Model, wichtige Vertreterin der LGBTQ society und Schauspielerin. Auf YouTube hat sie einen Kanal mit rund 2,8 Mio. Abonnenten. 2010 eröffnete sie ihren eigenen Merch-Store. Sie ist auf MySpace, Facebook, Twitter und YouTube vertreten. Sie ist transgeschlechtlich.

## Frühes Leben
Gigi wurde am 20. April 1992 in Montreal, Québec, Kanada geboren und wuchs in Mississauga auf. Sie ist die Tochter von David Lazzarato, dem Vorsitzenden des Prüfungsausschusses bei Yellow Média inc., und Judith Lazzarato (geborene Belding), einer Anlageberaterin. Ihre Familie ist von italienischer und französischer Herkunft und sie wuchs katholisch auf. Sie hat zwei Brüder, Adam und Cory Lazzarato. Als Kind nahm Gigi an Turmspringwettbewerben teil. 2006 zog ihre Familie in das Rosedale-Viertel in Toronto. Sie besuchte die Iona Catholic Secondary School. 2010 absolvierte sie ihren Abschluss an der Etobicoke High School und besuchte dann das George Brown College. Dort studierte sie Mode, aber letzten Endes brach sie das Studium ab, um sich auf ihre YouTube-Karriere zu konzentrieren. Gigis Mutter starb im Februar 2012.

## Karriere
Nach ihrer Anmeldung auf YouTube 2008 wurde Gorgeous schnell beliebt und baute sich eine Fangemeinschaft auf. Sie produzierte Videos über verschiedene Dinge aus ihrem Leben sowie Make-up-Tutorials. Ende 2009 entwickelte sie zusammen mit Freunden eine eigene Serie mit dem Titel The Campus, die auf ihrem YouTube-Kanal veröffentlicht wurde. Die Serie bestand aus insgesamt sieben Folgen. Sie war auch mehrmals in der MTV After Show Party im Fernsehen zu sehen. Die erste Folge ihrer Internetshow The Avenue wurde am 25. Januar 2011 veröffentlicht und ist weltweit auf YouTube verfügbar.
2015 hatte sie einen Auftritt in Shane Dawsons Kurzfilm I Hate Myselfie, wo sie in den Credits als Gigi Lazarrato erwähnt wurde.

## Filmografie

### Film
| Jahr | Film                              | Rolle         | Anmerkungen   |
| ---- | --------------------------------- | ------------- | ------------- |
| 2015 | I Hate Myselfie                   | Amber         | Kurzfilm      |
| 2015 | Better Than Sex                   | Gigi          | Kurzfilm      |
| 2015 | I Hate Myselfie 2                 | Amber         | Kurzfilm      |
| 2017 | This Is Everything: Gigi Gorgeous | Gigi Gorgeous | Dokumentation |

### Fernsehen
| Jahr      | Serie                               | Rolle            | Anmerkungen                                                   |
| --------- | ----------------------------------- | ---------------- | ------------------------------------------------------------- |
| 2009      | The Campus                          | Gregory Gorgeous | Hauptrolle; 7 Episoden                                        |
| 2010      | MTV'S The After Show                | Gregory Gorgeous |                                                               |
| 2011–2013 | The Avenue                          | Gregory Gorgeous | Hauptrolle, 21 Episoden                                       |
| 2013–2015 | Celebrity Style Story               | Gregory Gorgeous | Moderator, 13 Episoden                                        |
| 2013      | The Listener – Hellhörig            | Gregory Gorgeous | Episode: „Panzerbrecher“                                      |
| 2013      | Project Runway Allstars             | Gigi Gorgeous    | Episode: „#Nina'sTrending“                                    |
| 2014      | LogoTV Trailblazers                 | Gigi Gorgeous    |                                                               |
| 2014      | PopSugar TV                         | Gigi Gorgeous    | Episode: "Talks Beauty Tips and Fashion at BeautyCon LA"      |
| 2015      | About Bruce                         | Gigi Gorgeous    | TV Special                                                    |
| 2015      | Good Work                           | Gigi Gorgeous    |                                                               |
| 2015      | Access Hollywood                    | Gigi Gorgeous    | 3 Episoden                                                    |
| 2015      | Daily Share                         | Gigi Gorgeous    |                                                               |
| 2015      | MTV Video Music Awards              | Gigi Gorgeous    |                                                               |
| 2015      | Entertainment Tonight               | Gigi Gorgeous    |                                                               |
| 2015      | Streamy Awards                      | Gigi Gorgeous    |                                                               |
| 2015      | Fox News Channel                    | Gigi Gorgeous    | 1 Episode                                                     |
| 2015      | The Marco Marco Show                | Gigi Gorgeous    | 3 Episoden                                                    |
| 2015      | Beauty TV                           | Gigi Gorgeous    | Episode: „Glowing with Gigi Gorgeous“                         |
| 2015      | Bro’Laska                           | Gigi Gorgeous    | Episode: „Cory’s Tips for Getting Swole“                      |
| 2015      | What’s Trending                     | Gigi Gorgeous    | Episode: „Gigi Gorgeous Talks Trans Rights and LGBT Equality“ |
| 2015      | Help, My Face Is Fucked!            | Gigi Gorgeous    | 4 Episoden                                                    |
| 2015      | PerezHiltonTV                       | Gigi Gorgeous    | Episode: „Behind The Scenes of Gigi Gorgeous’ Photoshoot“     |
| 2015      | GLSEN Respect Awards                | Gigi Gorgeous    |                                                               |
| 2016      | Gigi Gorgeous’s Love Letter         | Gigi Gorgeous    |                                                               |
| 2016      | Nightcap                            | Gigi Gorgeous    | Episode: „The Horny Host“                                     |
| 2016      | American Music Awards               | Gigi Gorgeous    |                                                               |
| 2016      | Thread of Man                       | Gigi Gorgeous    |                                                               |
| 2017      | Me and My Grandma                   | Gigi Gorgeous    | Episode: „Elderboo“                                           |
| 2017      | Access Guest                        | Gigi Gorgeous    |                                                               |
| 2017      | Shane and Friends                   | Gigi Gorgeous    | Episode: „Gigi Gorgeous“                                      |
| 2017      | Daily Pop                           | Gigi Gorgeous    |                                                               |
| 2017      | Not Too Deep with Grace Helbig      | Gigi Gorgeous    | Episode: „Gigi Gorgeous“                                      |
| 2017      | Katy Perry Live: Witness World Wide | Gigi Gorgeous    |                                                               |
| 2017      | Last Week                           | Gigi Gorgeous    | Episode: „Last Week I Snuggled Puppers“                       |
| 2018      | Undivided Attention                 | Moderator        |                                                               |
| 2020      | Upload                              | Jordan           | Episode: „Sex Suit“                                           |

### Musikvideos
| Jahr | Titel                | Künstler                 | Rolle         |
| ---- | -------------------- | ------------------------ | ------------- |
| 2015 | Another Lonely Night | Adam Lambert             | Priestess     |
| 2019 | Do Not Disturb       | Steve Aoki, Bella Thorne | The Countess  |
| 2019 | God Control          | Madonna                  | Gigi Gorgeous |

## Bibliografie
- He Said, She Said: Lessons, Stories, and Mistakes from My Transgender Journey (2019)